# Caridion steveni
Caridion steveni is een garnalensoort uit de familie van de Hippolytidae. De wetenschappelijke naam van de soort is voor het eerst geldig gepubliceerd in 1930 door Lebour.